# Serge Chaloff

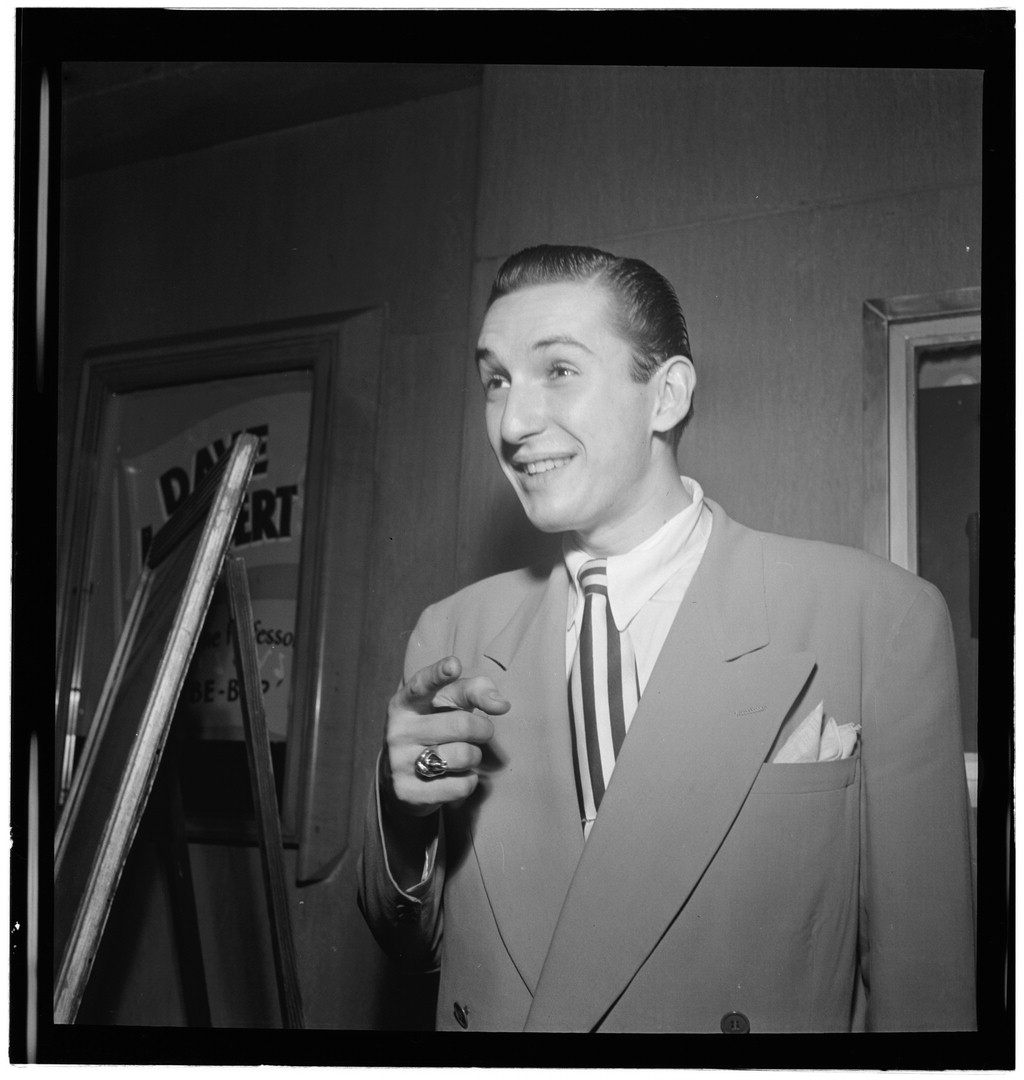
Serge Chaloff 1947.
Foto: William P. Gottlieb

Serge Chaloff (* 24. November 1923 in Boston, Massachusetts; † 16. Juli 1957 ebenda) war ein US-amerikanischer Jazz-Baritonsaxophonist.

## Leben
Chaloff war der Sohn des Pianisten des Boston Symphony Orchestra, Julius Chaloff, und von Margaret Chaloff, der angesehenen Piano-Lehrerin am Berklee College of Music, zu deren Schülern u. a. Keith Jarrett, Steve Kuhn, Herbie Hancock und Richard Twardzik gehörten. Chaloff studierte Klavier und Saxophon und entschied sich schließlich für das Baritonsaxophon, seine Vorbilder waren hierbei  Harry Carney und Jack Washington. Er debütierte als Musiker unter Tommy Reynolds 1939, spielte dann bei Stinky Rogers 1941/42, bei Shep Fields 1943, bei Ina Ray Hutton 1945, danach bei Boyd Raeburn und Georgie Auld. Bekannt wurde er 1945 als Solosaxophonist der Band von Jimmy Dorsey. Im Folgejahr trat er der Second Herd von Woody Herman bei, der außerdem Stan Getz, Zoot Sims und Herbie Steward angehörten. Zu hören ist er in Hermans Keen And Peachy und Four Brothers 1947.

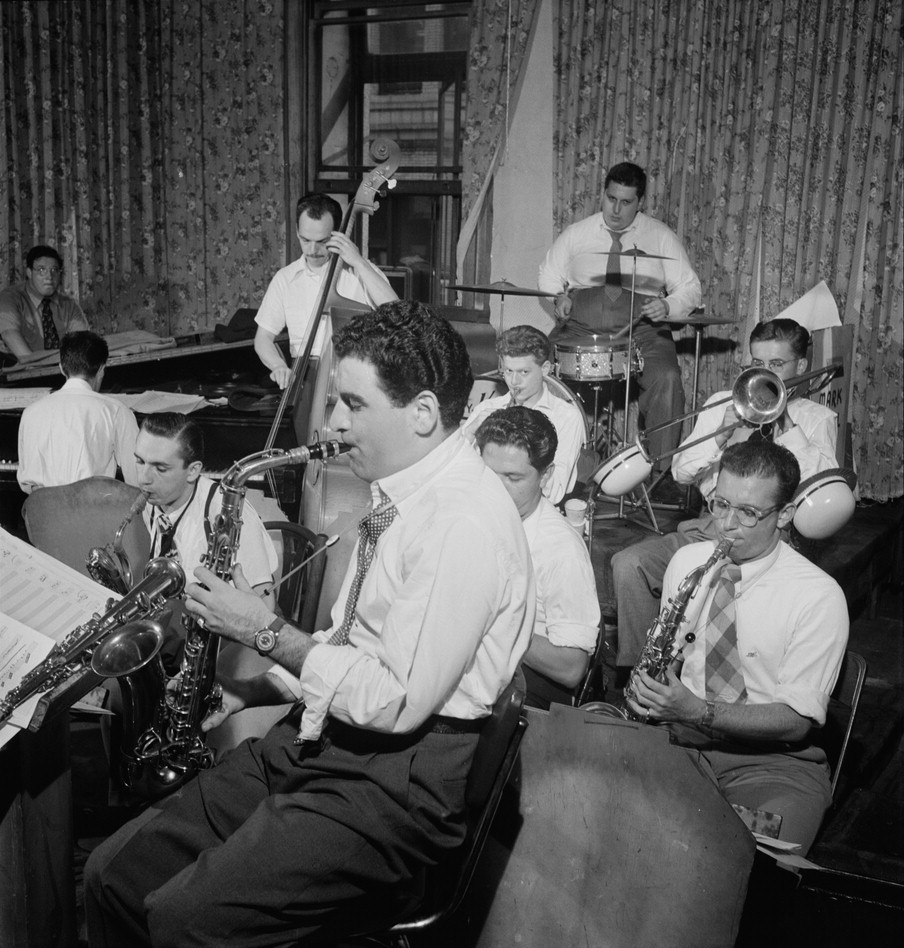
Serge Chaloff, Georgie Auld, Red Rodney, Tiny Kahn u. a., ca. August 1947.
Fotografie von William P. Gottlieb.

1947 spielte er mit Red Rodney, Earl Swope, George Wallington, Curley Russell und Tiny Kahn seine ersten Aufnahmen als Bandleader ein. Infolge seiner Heroinsucht wurde er in den Folgejahren in der Jazz-Szene zur persona non grata, da er zu Auftritten nicht erschien oder katastrophal spielte.
Um 1950 hatte Chaloff Gelegenheit, in New York City mit Bud Powell und Earl Swope aufzutreten. Es gibt hiervon keine Aufnahmen. 1952 kehrte er nach Boston zurück, wo er mit Twardzik arbeitete. Er trat in der The Steve Allen Show auf und wurde Leiter der Hausband eines Jazzklubs. 1954 nahm er mit Herb Pomeroy und Charlie Mariano das Album The Fabel of Mabel auf, im Folgejahr erschien ein Album mit Boots Mussulli.
Im März 1956 spielte er in Los Angeles für Capitol mit Sonny Clark, Leroy Vinnegar und Philly Joe Jones sein bedeutendstes Album Blue Serge ein. Zu dieser Zeit saß er bereits im Rollstuhl wegen eines Wirbelsäuletumors, dem er dann am 16. Juli 1957 zum Opfer fiel.

## Diskographische Hinweise

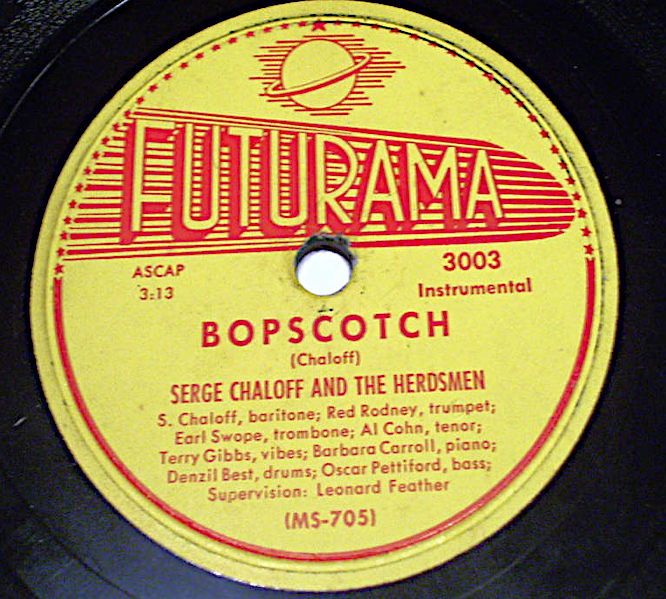
78er von Serge Chaloff & The Herdmen mit Al Cohn, Denzil Best, Terry Gibbs, Oscar Pettiford, Red Rodney: „Bopscotch“

- We The People Bop: Serge Chaloff Memorial (Cool & Blue, 1946–49) mit Miles Davis, Red Rodney Sonny Stitt, Woody Herman
- Uptown (1950) mit Al Vega, Joe Shulman, Nat Pierce
- The Fable of Mabel (1201 Records, 1954)  mit Buzzy Drootin, Russ Freeman, Charlie Mariano, Herb Pomeroy, Richard Twardzik, Jimmy Woode
- Serge Chaloff and Boots Mussulli (1954) mit Buzzy Drootin, Russ Freeman, Boots Mussulli, Jimmy Woode
- Boston Blow-Up! (1955) mit Everett Evans, Boots Mussulli, Herb Pomeroy, Ray Santisi, Jimmy Zitano
- Blue Serge (Capitol, 1956) mit Sonny Clark, Philly Joe Jones, Leroy Vinnegar

## Sammlung
- The Complete Serge Chaloff Sessions (1946-1956) – (Mosaic Records 1993) – 5 LPs oder 4 CDs mit Ralph Burns, Chuck Wayne, Artie Bernstein, Don Lamond, Red Rodney, Earl Swope, George Wallington, Curley Russell, Tiny Kahn, Al Cohn, Terry Gibbs, Barbara Carroll, Oscar Pettiford, Denzil Best, Charlie Mariano, Gait Preddy tp, Mert Goodspeed tb, Frank Vaccaro b, Pete DeRosa dm, Boots Mussulli, Russ Freeman, Jimmy Woode, Buzzy Drootin, Herb Pomeroy, Dick Twardzik, Ray Olivari b, Jimmy Zitano dm, Varty Haroutunian ts, Nich Capezutto tp, Gene DiStasio tb, Everett Evans b, Sonny Clark, Leroy Vinnegar, Philly Joe Jones

| Personendaten    | Personendaten                     |
| ---------------- | --------------------------------- |
| NAME             | Chaloff, Serge                    |
| KURZBESCHREIBUNG | US-amerikanischer Jazzsaxophonist |
| GEBURTSDATUM     | 24. November 1923                 |
| GEBURTSORT       | Boston, Massachusetts             |
| STERBEDATUM      | 16. Juli 1957                     |
| STERBEORT        | Boston, Massachusetts             |